# Firelight (película de 1964)
Firelight es considerado el primer trabajo audaz de Steven Spielberg, que llevó a cabo cuando tenía 17 años. Una «superproducción» familiar que presagiaba el futuro del galardonado director.

## Argumento
La historia trata de un grupo de científicos -principalmente Tony Karcher (Robert Robyn) y Howard Richards (Lucky Lohr)- que investigan la presencia de extrañas luces de colores en el cielo y la posterior desaparición de personas, animales y objetos de la ficticia ciudad estadounidense de Freeport, Arizona. Entre los secuestrados por los extraterrestres se encuentran un perro, una unidad de soldados y una joven llamada Lisa (Nancy Spielberg), cuyo secuestro provoca un ataque al corazón en su madre (Carolyn Owen). Spielberg muestra aquí la madurez en su adolescencia, cuando presenta sub-tramas que son la discordia marital entre Tony Karcher y su esposa Debbie (Beth Weber), y la búsqueda obsesiva de Richards para convencer a la CIA de que la vida extraterrestre no existe. El giro se presenta cuando el Servicio de Extranjeros, representado por tres sombras, revelan su propósito en la Tierra: secuestrar humanos y llevarlos a su planeta para crear un zoológico humano.

## Reparto
Gran parte del elenco de la película proviene de la Arcadia High School. La hermana de Spielberg tuvo un pequeño papel también.
- Clark Lohr (Howard Richards)
- Carolyn Owen (Madre de Lisa)
- Robert Robyn (Tony Karcher)
- Nancy Spielberg (Lisa)
- Beth Weber (Debbie)
- Margaret Peyou (Helen Richards)
- Warner Marshall (Soldado)
- Dede Pisani (Lover)
- Tina Lanser (Maid)
- Chuck Case (Adolescente)

## Producción
Para llegar a realizar Firelight, Spielberg realizó diversos trabajos previos y pruebas de cámara. Las posibilidades creadores aumentaron cuando pudo sustituir la cámara cinematográfica familiar por un aparato más completo, de 16 milímetros, que ganó cuando tenía 15 años en un concurso de cine aficionado, el Canyon Film Festival, de Arizona. El problema surgió cuando se dio cuenta del alto costo del revelado en ese formato y cambió la máquina por una Bolex de 8 milímetros. Poco tiempo después, consiguió hacerse con otro modelo más perfeccionado, capaz de grabar sonido en una pista magnética incorporada, con la que era posible hacer nuevos trucos, rebobinando de la cinta impresionado, doble exposición, etc., que contribuyeron a mejorar su creatividad.
Spielberg escribió el argumento y el guion de su película, que fue producida por sus padres, Arnold y Leah Spielberg. En ella también participó su hermana, Nancy, en el papel de una de las chicas secuestradas. Spielberg reconoce que aquel ensayo estaba muy influido por la película británica The Quatermass Xperiment (1955). Rodó la película durante un año, utilizando todos los fines de semana.

## Estreno
La película fue proyectada el 24 de marzo de 1964 en el Phoenix Little Theatre en Phoenix, Arizona. Steven Spielberg logró vender, a través de la utilización de la publicidad por amigos y familiares, 500 entradas por un dólar cada una.
Más adelante, cuando buscaba trabajo en Los Ángeles (California), le dio a conocer los rollos de su película a un productor, pero unas semanas después la compañía productora fue a la quiebra y el productor que había conocido desapareció con sus rollos de película. Este film nos mostraba a un Steven Spielberg distinto en cuanto a la forma de filmar y dirigir, con una visual totalmente diferente de la que conocemos, es por eso que muchos piensan[¿quién?] que es una pena que gran parte de ese material juvenil se haya perdido por completo. 
Sin embargo, Firelight pasó a ser la piedra fundamental de la mundialmente conocida y premiada película Close Encounters of the Third Kind.[cita requerida]